# 约翰·威尔金斯
约翰·威尔金斯 FRS（英语：John Wilkins，1614年2月14日—1672年11月19日）是一位英国圣公会的神职人员，自然哲学家和作者，同时也是皇家学会的其中一位创建者。他从1668年起直到去世一直担任切斯特主教一职。
威尔金斯是少数同时担任剑桥大学和牛津大学的学院院长的人。虽然他活着的时候没有在科学领域做出过重要的革新，但是他也是一个博学家。他的主要贡献在于缓解了牛津在查理一世被处死后的空位期的政治紧张，并且建立皇家学会这样一个无党派的组织，以及对新教的教徒提供援助。他也是使科学和宗教互相协调的新自然神学的创建者之一。他特别是以An Essay towards a Real Character and a Philosophical Language (1668)出名的，在这篇文章中，他提出了一种普适的语言和十进制的度量衡系统，该系统之后发展成公制。
威尔金斯生活在英国政治和宗教产生争论的时期，然而即使这样，他没有放弃和其他政治派别的人一起工作；在让英国国教会理解其他教派的道路上起着很关键的作用。吉布·伯内特称他为“我知道的最聪明的人。他是人类的爱人，同时很喜欢去做对的事情。”
威尔金斯的继女嫁给了担任过坎特伯雷大主教的约翰·蒂洛森（John·Tillotson）。

## 早年生活
尽管有一些来源显示威尔金斯出身于福斯利，但是他比较可能可能出生于北安普敦郡的卡农斯阿什比。威尔金斯的父亲沃尔特·威尔金斯（Walter·Wilkins，死于1625年）是一个金匠，她的母亲简·多德（Jane·Dod）是著名的清教徒约翰·多德（John Dod）的女儿。因为他的母亲是再婚，所以沃尔特·波普（Walter Pope）成了威尔金斯同母异父的哥哥。.
威尔金斯一开始是在牛津的一个由爱德华·西尔维斯特（Edward Sylvester）运营的学校接受教育，之后被纽因学堂（New Inn Hall）录取。再然后到莫德林学堂（Magdalen Hall，牛津大学赫特福德学院的前身）学习，当约翰·突伯斯（John Tombes）的学生，于1631年获得文学学士，1634年获得文学硕士。毕业后跟随约翰·班布里奇（John Bainbridge）学习天文学。